# Torino di Sangro
Torino di Sangro est une commune italienne de la province de Chieti, dans la région Abruzzes.

## Administration
| Période                                  | Période | Identité | Étiquette | Qualité |
| ---------------------------------------- | ------- | -------- | --------- | ------- |
|                                          |         |          |           |         |
| Les données manquantes sont à compléter. |         |          |           |         |

### Hameaux
Torino di Sangro Marina

### Communes limitrophes
Casalbordino, Fossacesia, Paglieta, Villalfonsina